# Venedigbiennalen

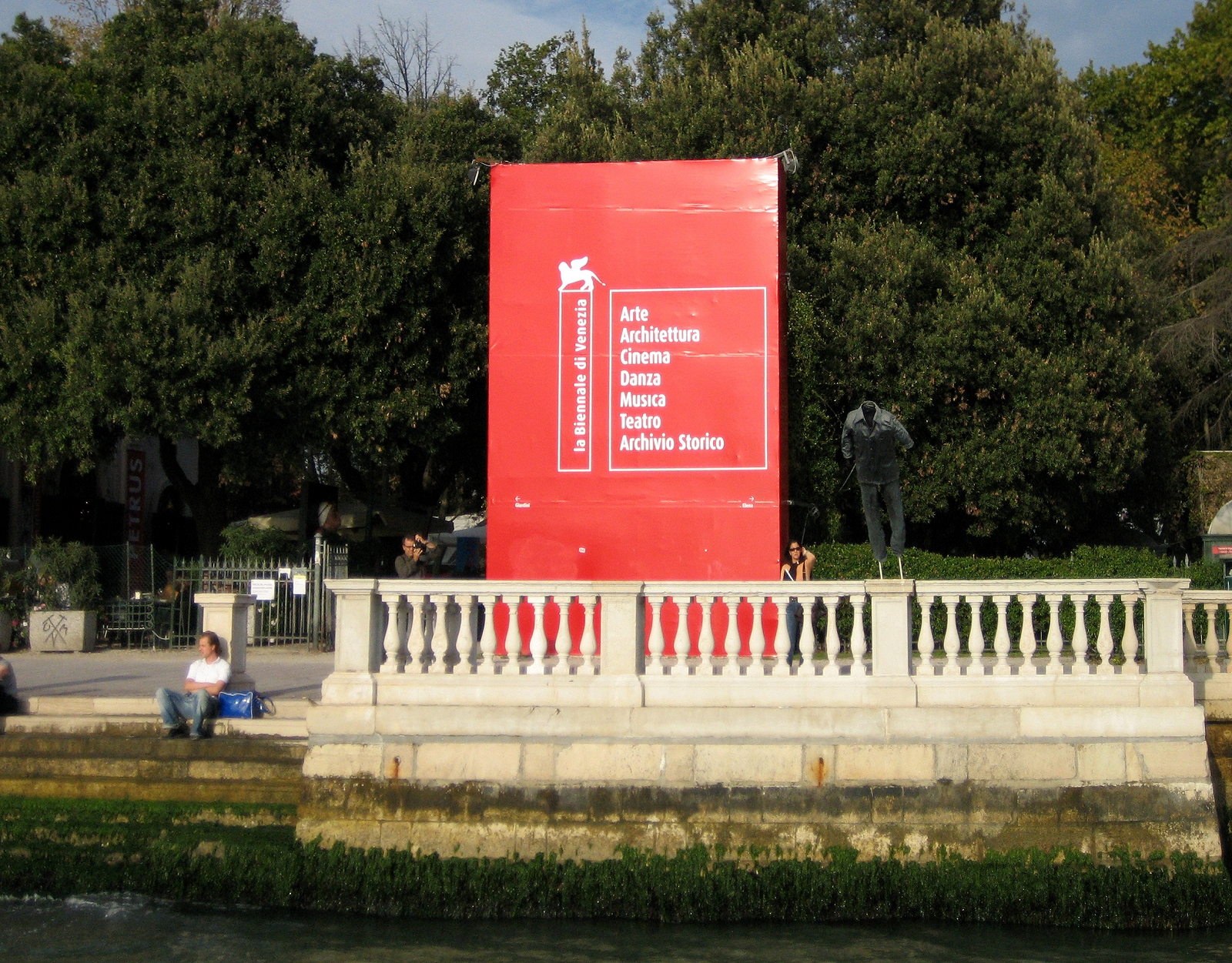
Ingång till Giardini (Giardini della Biennale), ett parkområde som hyser en del av Venedigbiennalen.

Venedigbiennalen, italienska: La Biennale di Venezia, grundad 1895, omfattar ett antal internationella, återkommande utställningar i Venedig, varav en del i  Giardini della Biennale, för samtida konst inom olika områden.

## Historik
Venedigbiennalen startade 1895 med konstutställningen I Esposizione Internazionale d'Arte della Città di Venezia (Staden Venedigs 1:a internationella konstutställning).
Under 1900-talet blev utställningen allt mer internationell. Från 1907 började andra länder uppföra utställningspaviljonger på utställningsområdet, med början Belgien. År 1914 hade sammanlagt sju nationella paviljonger etablerats: Belgien (1907), Ungern (1909), Tyskland (1909), Storbritannien (1909), Frankrike (1912) och Ryssland (1914). Den Nordiska paviljongen ritades av Sverre Fehn och invigdes 1962.
År 1910 hade biennalen för första gången verk av världskända, utländska artister, med samtidskonstnärerna Gustav Klimt och Jean Renoir och en retrospektiv utställning med verk av Gustave Courbet.
På grund av första världskriget hölls inga utställningar 1916–1918.
År 1930 avskiljdes biennalen organisatoriskt från Venedigs stad och en så kallad autonom organisation bildades enligt nationell lag, vilket i praktiken innebar att makten övertogs av den fascistiska regeringen under Benito Mussolini.
Venedigbiennalens verksamhet utvidgades under 1930-talet med festivaler för film, musik och teater.
Under andra världskriget gjorde Venedigbiennalens utställningar uppehåll från och med 1943. Filmfestivalen återkom 1946, musik och teater återkom båda 1947 och konstutställningarna 1948.
År 1980 tillkom arkitekturbiennalen.
År 1998 skedde en strukturförändring, där Venedigbiennalen, Società di Cultura La Biennale di Venezia, blev den övergripande organisationen för de sex aktivitetsområdena bildkonst, arkitektur, film, teater, musik och dans.

### Guldlejonet
Guldlejonet, Leone d'oro, ursprungligen Leone di San Marco, delades ut som filmfestivalens stora pris första gången 1949 (uppehåll 1969–1979).
Sedan 1986 delas Guldlejonet även ut på konstbiennalen. På denna hade från starten 1895 delats ut andra stora priser, men liksom på filmfestivalen upphörde dessa 1969, för att senare återkomma under namnet Guldlejonet.

## Utställningarna

### Konstbiennalen
Konstbiennalen, Esposizione Internazionale d'Arte di Venezia (Venedigs internationella konstutställning), är den ursprungliga biennalen och hölls första gången 1895. Sedan 1993 hålls den udda år.

### Arkitekturbiennalen
Arkitekturbiennalen, Mostra Internazionale d'Architettura (Internationella arkitekturutställningen), hålls jämna år. Den hade premiär 1980. Särskilda arkitekturutställningar hade organiserats redan sedan 1975, men då i konstbiennalens regi.

### Filmfestivalen
Filmfestivalen, Mostra Internazionale d’Arte Cinematografica (Internationella film[konst]utställningen), hålls varje år. Den hölls första gången 1932.

### Teaterfestivalen
Teaterfestivalen, Festival Internazionale del Teatro, hölls första gången 1934. Trots att musikfestivalen ofta kallas för biennal, Biennale Teatro, hålls den årligen.

### Musikfestivalen
Musikfestivalen, Festival Internazionale di Musica Contemporanea, hade premiär 1930. Innan dansen fick en egen festival ingick den här. Trots att musikfestivalen ofta kallas för biennal, Biennale Musica, hålls den årligen.

### Dansfestivalen
Dansfestivalen, Festival Internazionale di Danza Contemporanea, hölls första gången 1999. Dansen ingick tidigare i musikbiennalen. Omväxlande kallad biennal (Biennale Danza) och festival hålls denna festival årligen.